# Монтіселло (Флорида)
Монтіселло (англ. Monticello) — місто (англ. city) в США, в окрузі Джефферсон штату Флорида. Населення — 2589 осіб (2020).

## Географія
Монтіселло розташоване за координатами 30°32′32″ пн. ш. 83°52′20″ зх. д. / 30.54222° пн. ш. 83.87222° зх. д. (30.542200, -83.872258).  За даними Бюро перепису населення США в 2010 році місто мало площу 10,26 км², уся площа — суходіл.

### Клімат
| Клімат : Монтіселло     | Клімат : Монтіселло | Клімат : Монтіселло | Клімат : Монтіселло | Клімат : Монтіселло | Клімат : Монтіселло | Клімат : Монтіселло | Клімат : Монтіселло | Клімат : Монтіселло | Клімат : Монтіселло | Клімат : Монтіселло | Клімат : Монтіселло | Клімат : Монтіселло | Клімат : Монтіселло |
| Показник                | Січ.                | Лют.                | Бер.                | Квіт.               | Трав.               | Черв.               | Лип.                | Серп.               | Вер.                | Жовт.               | Лист.               | Груд.               | Рік                 |
| Абсолютний максимум, °C | 28,9                | 31,1                | 33,3                | 39,4                | 41,1                | 42,8                | 40,6                | 38,9                | 40,0                | 37,8                | 34,4                | 31,7                | 42,8                |
| Середній максимум, °C   | 17,8                | 18,9                | 22,8                | 26,1                | 30,0                | 32,2                | 32,8                | 32,2                | 31,1                | 27,2                | 22,2                | 18,3                | 26,1                |
| Середній мінімум, °C    | 5,0                 | 5,6                 | 8,9                 | 12,2                | 16,1                | 20,0                | 21,1                | 21,1                | 19,4                | 13,3                | 8,3                 | 5,0                 | 12,8                |
| Абсолютний мінімум, °C  | −15,6               | −17,8               | −7,8                | −1,7                | 3,3                 | 6,7                 | 12,2                | 14,4                | 2,2                 | −2,2                | −10,6               | −13,9               | −17,8               |
| Норма опадів, мм        | 112                 | 114                 | 124                 | 99                  | 99                  | 150                 | 180                 | 165                 | 127                 | 71                  | 71                  | 102                 | 1412                |
| ----------------------- | ------------------- | ------------------- | ------------------- | ------------------- | ------------------- | ------------------- | ------------------- | ------------------- | ------------------- | ------------------- | ------------------- | ------------------- | ------------------- |
| Джерело: Weatherbase    |                     |                     |                     |                     |                     |                     |                     |                     |                     |                     |                     |                     |                     |

## Демографія
Згідно з переписом 2010 року, у місті мешкало 2506 осіб у 1027 домогосподарствах у складі 650 родин. Густота населення становила 244 особи/км².  Було 1213 помешкання (118/км²).
Расовий склад населення:
| - 54,2 % — чорних або афроамериканців - 43,1 % — білих - 0,7 % — азіатів |

До двох чи більше рас належало 1,2 %. Частка іспаномовних становила 2,1 % від усіх жителів.
За віковим діапазоном населення розподілялося таким чином: 23,2 % — особи молодші 18 років, 57,5 % — особи у віці 18—64 років, 19,3 % — особи у віці 65 років та старші. Медіана віку мешканця становила 42,6 року. На 100 осіб жіночої статі у місті припадало 85,6 чоловіків;  на 100 жінок у віці від 18 років та старших — 77,2 чоловіків також старших 18 років.
Середній дохід на одне домашнє господарство  становив 47 456 доларів США (медіана — 34 152), а середній дохід на одну сім'ю — 53 634 долари (медіана — 43 194). Медіана доходів становила 34 417 доларів для чоловіків та 26 852 долари для жінок. За межею бідності перебувало 18,0 % осіб, у тому числі 24,0 % дітей у віці до 18 років та 6,8 % осіб у віці 65 років та старших.
Цивільне працевлаштоване населення становило 792 особи. Основні галузі зайнятості: освіта, охорона здоров'я та соціальна допомога — 33,7 %, публічна адміністрація — 11,2 %, мистецтво, розваги та відпочинок — 9,6 %.